# 永康陵

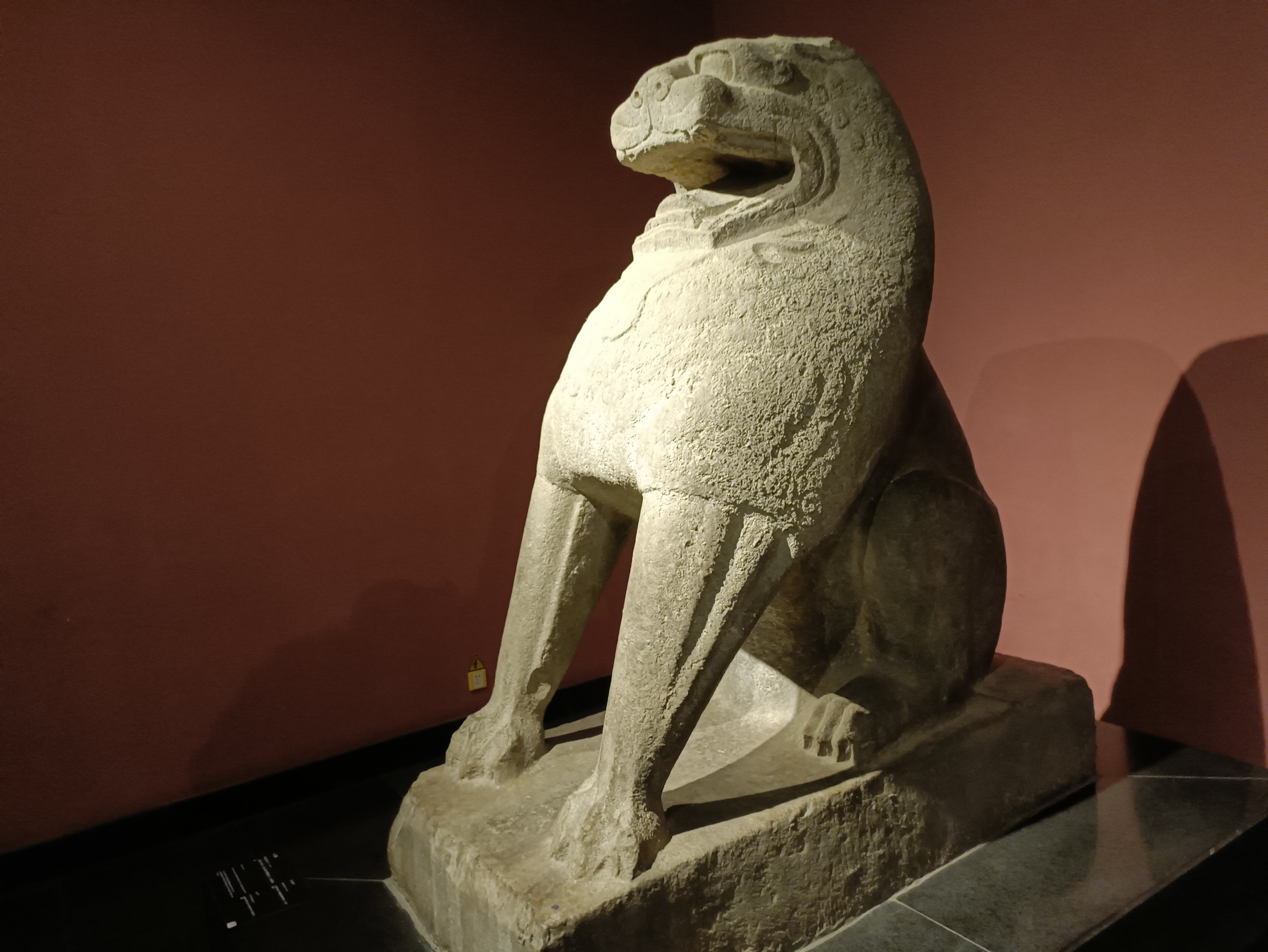
永康陵石狮，西安碑林博物馆藏

永康陵为唐朝皇家陵寝之一，为唐高祖祖父李虎墓。位于今陕西省咸阳市东北55公里处三原县陵前镇侯家堡。
西魏陇西郡公李虎于西魏文帝大统十七年（551年）去世，葬在咸阳。隋炀帝大业十三年（617年）李昞的儿子李渊在晋阳起兵，攻打隋朝的西京大兴城。隋朝西京留守的将领阴世师、骨仪派人破坏李虎和李虎的儿子李昞的墓葬。隋恭帝义宁二年（618年），李渊取代隋朝，建立唐朝，追尊祖父为太祖景皇帝，墓称永康陵。
永康陵陵墓高7米，底部周长430米。墓南现存刻字华表、石狮、石人、石天鹿等。永康陵前神道的石狮，现存西安碑林博物馆。永康陵神道西侧存天鹿，其形象模拟真实的鹿形，显得性格温驯。原为陕西省文物保护单位。2013年，成为全国重点文物保护单位。